# کاروانسرای هرجند
کاروانسرای هرجند مربوط به دوره قاجار - ۱۰۰ سال است و در شهرستان راور، بخش کوهساران، دهستان هرجند، جنب تکیه موسوی واقع شده و این اثر در تاریخ ۷ اسفند ۱۳۸۶ با شمارهٔ ثبت ۲۱۴۷۹ به‌عنوان یکی از آثار ملی ایران به ثبت رسیده است.